# Трлично
Трлично (словен. Trlično) — поселення в общині Рогатець, Савинський регіон, Словенія. Висота над рівнем моря: 261,3 м.